# Zhongjieshan Liedao
Zhongjieshan Liedao (kinesiska: 中街山列岛) är öar i Kina. De ligger i provinsen Zhejiang, i den östra delen av landet, omkring 240 kilometer öster om provinshuvudstaden Hangzhou.
Genomsnittlig årsnederbörd är 1 851 millimeter. Den regnigaste månaden är juni, med i genomsnitt 341 mm nederbörd, och den torraste är januari, med 63 mm nederbörd.